# キッズステーション情報バラエティ「みてミル?」
『キッズステーション情報バラエティ「みてミル?」』（キッズステーションじょうほうバラエティ みてミル）は、キッズステーションで2010年4月2日から2016年3月まで放送された番宣バラエティ番組である。
帯番組（リピート放送）。隔週で新作を放送。

## 放送時間
| 話数    | 放送期間                    | 放送時間                                                     |
| ------- | --------------------------- | ------------------------------------------------------------ |
| 1 - 30  | 2010年4月2日 - 2011年6月6日 | 月曜 - 金曜 13:52 - 14:00、21:52 - 22:00                     |
| 31 - 51 | 2011年6月7日 - 2012年4月6日 | 月曜 - 木曜 12:20 - 12:30、21:52 - 22:00、金曜 21:52 - 22:00 |
| 51 - 57 | 2012年4月9日 - 7月6日       | 月曜 - 木曜 12:22 - 12:30、21:52 - 22:00                     |
| 58      | 2012年7月9日 - 7月13日      | 月曜 - 金曜 12:20 - 12:30、21:52 - 22:00                     |
| 58 -    | 2012年7月16日 - 2016年3月   | 月曜 - 木曜 11:52 - 12:00、21:52 - 22:00                     |

また、土曜日・日曜日にも不定期で放送された。

## 番組内容
キッズステーション初の番宣レギュラー番組。話題の作品やオススメの番組、キャンペーンなど、キッズステーションからの様々な情報を紹介するミニ番組。
毎回、その月放送の番組やキャンペーンの中から1つを特集する。スタジオパートとVTRの2部構成からなり、スタジオパートは重盛さと美が出演。秋野かほり演じる「お姉さん」（天の声）の進行で、特集テーマにちなんだトークやミニゲームなどを行なう。VTRパートでは関連映像とともにナレーションで見所を紹介。時に関連ゲストが登場してコメントを寄せることもある。
スタジオ部分のナレーションは、アフレコではなく同時録音。「さっちゃん」（重盛）と画面の外の「お姉さん」（秋野）のアドリブを含めた掛け合いがリアルタイムで展開される。
VTR振りには決めポーズがあり、お姉さんの「さっちゃん、見てミル?」の呼びかけに重盛が「うん、見てミル」と返事をして、横に倒したピースサインを顔の横で反転させるというもの。VTR出演のゲストも、コメント締めに「みてミル」ポーズを決めることが恒例になっている。
撮影場所は、キッズステーション本社フリースペース。ちなみに重盛の衣装は全て私服である。
2014年3月3日放送回で、放送100回を迎えた。2016年3月7日放送回をもって、2010年よりおよそ6年にわたり放送した番組に終止符を打った。

## 出演
MC
- 重盛さと美

ナレーター
- お姉さん：秋野かほり
稀に顔出し出演する[5]。

### ゲスト
（話数/初回放送日）
スタジオ出演
- 環境超人エコガインダー（声：小野友樹）（#6/2010年6月14日）
- なんじゃにんじゃ隊（良田麻美、坂田鉄平、仲井真徹）（#13/2010年9月20日）
- ELISA（#21/2011年1月17日）
- 破壊超人ロスト（声：川原慶久）（#36/2011年8月22日）
- なんじゃ仙人（声：宮坂俊蔵）(#39/2011年10月3日、#43/11月28日）
- 野口陽司（スポーツマッサージ師）（#41/2011年10月31日）
- 日髙のり子（#57/2012年6月25日）
- アメリカザリガニ（#64/2012年10月1日※平井のみ、#91/2013年10月14日、#92/10月28日）
- 川上真澄（スカパー!Magazine「ヨムミル!」編集長）（#71/2013年1月7日）
- 朝川ことみ（#84/2013年7月8日、#85/7月22日）
- ワルジャーマ（天野翔太）（#88/2013年9月2日）
- 滝口幸広（#93/2013年11月11日、#94/11月25日）
- 月光マジカル歌劇団ナナムーン&リエムーン（奈菜、羽倉りえ）（#103/2014年4月14日）
- 寅人、下村達也（#108/6月23日）
- 冨田佳輔（#109/7月7日）
- 宇宙海賊ゴー☆ジャス（#114/9月15日）
- ガシャキンGT（堀広希）（#115/9月29日）

VTR出演
- 釘宮理恵（#20/2011年1月）
- 下野紘（#20/2011年1月）
- 秋本祐希（#22/2011年2月）
- 玉井雅世（#39/2011年10月3日）
- 田尻あやめ、澤田汐音、原西孝幸、ヒデ（#42/2011年11月14日）
- 石田晴香、今立進（#45/2012年1月9日）
- 玉井雅世、土肥優真、堀広希、豊田聖亜、冨田佳輔、野村ゆあ、アンダーソン静香（#50/2012年3月19日）
- 三宅麻理恵、岡野浩介（#51/2012年4月2日）
- オキャディー、飛び魚（#53/2012年4月30日）
- 坂本直紀（編成部部長）（#77/2013年4月1日）

番組キャラクター
- ザ・ハマー
第34回放送（2011年7月25日）「みてミル?の番組キャラクターを作ろう!!」にて、番組からの要望（動物ベース、元気な男の子、お母さんにも愛されるキャラクター）をもとに重盛がデザインした。リスの体と羽佐間プロデューサーの頭部を合わせ持つ生物（獣人）で、右手にネギが入ったレジ袋を提げている。第36回にハンドパペットとなって登場した。その後は「勝手に番組プロデューサーをモデルにしてしまったためスタッフがどう扱っていいのか分からず[6]」しばらく姿を見せることはなかったが「どうにか使おうということで」、第75回に「ザ・ハマーの声はどれだ!? 声優オーディション」を開催。候補者3名による実技審査を審査委員長の重盛が判断して、モデルになったプロデューサー自身が合格した。しかし、間髪を容れず翌第76回の「番組で使わなくなったグッズを仕分け」企画にて仕分けの対象となり、重盛の判断で処分が決定。結果、モデルの番組プロデューサーにプレゼントされた。ちなみに再登場以前には、同局の看板番組『ハッピー!クラッピー』のコーナー“ハッピー!ソング”で、「にくマンボ!」のミュージック・ビデオにクルンら番組キャラクターに混じって登場している（同#287/2012年12月）。

## 特別番組
- 『キッズステーション情報バラエティ「みてミテ!」』
年末年始特番。出演者は同じ。2011年12月28日から2012年1月3日にかけての特別編成「キッズステーション・スーパーWウイーク」にて、各番組の合間（「みてミル?」枠外）のさまざまな時間帯で放送された（番組表に記載なし）。放送時間が1分と3分バージョンの2種類あり、内容も毎回違う1度きりの放送。番組宣伝や後番組の告知の他、ミニコーナー“15秒チャレンジ”では晴れ着姿の重盛が恋の一句を詠むなどした。番組の決めポーズは、閉じた両目を両人差し指と中指で覆い、お姉さんの「さっちゃん、みてミテ?」の呼びかけに「うん、みてミテ!」と返事をしながら指を持ち上げて目を見開くというもの。
2012年度は「キッズステーション スーパーウィ〜ク 2012→2013」（2012年12月29日 - 2013年1月4日）にて放送。主に劇場版アニメと次番組の合間の時間帯に放送された（番組表に記載なし）。約3分。初笑いを届けるべく、重盛が晴れ着姿で“新春モノボケチャレンジ”を行った。

- 『みてミル? スラムダンクSP』
2013年11月4日（月）23:30-00:00/27:30-28:00。『スラムダンク（デジタルリマスターHD版）』の放送開始記念番組。ゲストにアメリカザリガニの2人を迎えて、3人で大好きなキャラクターや名シーンを発表したり、名言穴埋めクイズに挑戦。合間のコメントVTRでは、主人公・桜木花道を演じた草尾毅が撮影当時のエピソードを語った。本番組は再編集されて『みてミル?』#91,92として放送された（コメントVTRや一部コーナーはカット）。

## スタッフ
- 撮影技術：千代田ビデオ
- カメラ：永島良一、山口聡
- 音声：渥美慶太郎
- 照明：高橋彰夫
- ヘアメイク：fringe
- 編集MAスタジオ：3one
- 編集：三浦浩明
- MA：田村陽介
- 構成作家：春間伸一
- ディレクター：松尾正文
- アシスタントディレクター：有安大輔、川上康浩
- アシスタントプロデューサー：小川ひとみ、千葉紀子
- プロデューサー：竹内誉人、羽佐間圭介、北口拓也、辻本裕子
- チーフプロデューサー：押田聖弘（#1 - 103）、竹内誉人（#104 - ）
- 制作：ムーブマン
- 製作著作：キッズステーション